# George Edward Pickett
George Edward Pickett (Richmond, 16 gennaio 1825 – Norfolk, 30 luglio 1875) è stato un generale statunitense iniziò la sua carriera nell'Esercito statunitense per poi aderire nel 1861, essendo originario della Virginia, ai nascenti Stati Confederati d'America, partecipando al comando di reparti virginiani della famosa Armata della Virginia Settentrionale del generale Robert Edward Lee, a molte battaglie della guerra civile.
Figura controversa, considerato combattente valoroso e tenace, pittoresco e cavalleresco nei comportamenti, interamente dedito alla causa della Confederazione e della Virginia, ma da alcuni ritenuto inadatto al comando di grandi unità e non molto dotato dal punto di vista tattico-strategico, fu protagonista, con la sua coraggiosa condotta, di molte battaglie combattute sul fronte virginiano, guidando i suoi reggimenti della Virginia con coraggio e tenacia. Il suo nome rimane soprattutto famoso per la memorabile carica finale del terzo giorno della battaglia di Gettysburg, condotta principalmente dalla sua divisione virginiana che si concluse, nonostante lo slancio e lo spirito di sacrificio dimostrato dai suoi uomini, in una disastrosa sconfitta. La sanguinosa azione rimane nella storia appunto come la "carica di Pickett".
Dopo la sconfitta, George Pickett, sempre popolare tra i suoi uomini, mantenne il comando dei superstiti della sua divisione combattendo ancora lungamente all'assedio di Petersburg, prima di essere coinvolto nella battaglia di Five Forks in cui venne peraltro criticato, per la sua condotta, dallo stesso generale Lee.
Dopo la guerra si rifugiò in Canada, temendo (come altri ufficiali) di essere processato per aver combattuto con i confederati, tornando dopo circa un anno. Non fu perseguito e venne perdonato in via ufficiale dal Congresso nel 1874 (House Resolution 3086).
Morì a Norfolk circa un anno dopo il perdono, per un ascesso al fegato.
Nonostante le sue carenze professionali ed alcuni suoi errori durante la guerra, ancora oggi nel sud degli Stati Uniti George Pickett rimane una figura popolare e altamente considerata, una sorta di eroe tragico, simbolo dello sfortunato valore della Confederazione.